# WatZatSong
WatZatSong (traduisible en : c'est quoi cette chanson) est un site web franco-américain de type forum d'identification d'échantillons musicaux. Le site a été créé et lancé par les programmeurs français Raphaël Arbuz et Thibault Vanhulle en 2006.

## Présentation
Le site permet aux utilisateurs de poster et télécharger des échantillons musicaux trouvés afin de les identifier. Les fichiers peuvent être en format mp3, aac, wav, m4a et ogg. D'autres utilisateurs peuvent commenter en dessous des post et insérer des liens vers d'autres site, souvent YouTube. Les utilisateurs peuvent spéculer sur les origines ou les artistes des échantillons dans la section  « Propositions », sous les informations de la publication en aimant ou en n'aimant pas les propositions. Une fois l'échantillon identifié, une barre de recherche apparaît au-dessus du post d'origine, permettant aux utilisateurs d'écouter la chanson originale entièrement. Les utilisateurs peuvent continuer à discuter sous la publication même après la résolution, à moins que l'utilisateur qui l'a mise en ligne ne la supprime.
Les utilisateurs ont la possibilité d'acheter une offre « Premium » , ce qui permet à leur publication d'apparaître sur la page d'accueil. L'offre s'applique aux publications individuelles et peut être acheté à plusieurs reprises pour différentes publications des utilisateurs.

## Histoire
L'idée du site a été imaginé en 2005 par Raphaël Arbuz et Thibault Vanhulle, 2 étudiants Français, après s'être rendus compte qu'ils aimaient les quiz musicaux en ligne. Alors qu'ils faisaient un quiz, ils ont tous deux entendu une chanson dont ils n'avaient aucun souvenir. Vanhulle a eu l'idée de créer un site Web où l'on pourrait fredonner une chanson et obtenir des informations dessus. Arbuz a suivi l'idée et a commencé le codage et la production du site. Ils ont également été rejoint par l'un des camarades de classe d'Arbuz, Erez Abittan, qui contribua également à la création du site Web.
Lors du développement, Arbuz a relevé que l'aspect le plus difficile était de créer un applet Java pour un système d'enregistrement audio . Ni Arbuz ni Vanhulle n'ont utilisés de serveur Flash, ce qui a compliqué le développement, excluant l'utilisation d'Adobe Flash ; qui fournit des logiciels et outils plus simples pour la création d'un système d'enregistrement.
WatZatSong a ensuite été lancé en 2006. Le site n'a commencé à attirer l'attention que dans les années 2010, lorsque des passionnés de musique se sont rassemblés sur le site pour identifier et écouter des chansons familières mais introuvable partagées par les utilisateurs.
En 2018, la société BIG MAGE EOOD a publié le logiciel en version application mobile. L'application suit le même principe que le site principal, avec cependant des changements majeures dans la mise en page. L'application a été mise à jour pour la dernière fois en 2021.

## Lostwave et lost media
Au cours de son histoire, WatZatSong est devenu une source pour des musiques lostwave, un sous genre de lost media. Les musiques lostwave sont des enregistrements dont peu d'informations sur l'auteur, sa date de composition ou son origine sont disponibles. L'exemple le plus notable est un échantillon musical de 17 secondes nommé Everyone Knows That, mis en ligne sur le site en 2021 par un utilisateur nommé carl92. La chanson est devenue très populaire due à sa mélodie entraînante et l'absence d’informations à son sujet sur Internet. En avril 2024, la version complète de la chanson a été retrouvée, dans le film pornographique de 1986 Angels of Passion.